# Паличин (Любанский район)
Паличин (бел. Палічын) — деревня в Любанском районе Минской области Белоруссии. Входит в состав Малогородятичского сельсовета. Расположена в 33 км на юго-восток от Любани на реке Орессе, в 185 км от Минска. В деревне находится памятник жителям, погибшим во время Великой Отечественной войны.

## История
В Великую Отечественную войну 28 июня 1941 года Паличин был оккупирован немецкими войсками, входил в Любанскую партизанскую зону с ноября того же года. В июне 1943 года в деревне прошло заседание Любанского совета трудящихся, 30 июня 1944 года она была освобождена советскими войсками.

## Население
Население по состоянию на 2009 год составляло 443 жителя и демонстрировало тенденции к уменьшению.
| Численность населения (по годам) | Численность населения (по годам) | Численность населения (по годам) | Численность населения (по годам) | Численность населения (по годам) |
| 1908                             | 1924                             | 1962                             | 2000                             | 2009                             |
| -------------------------------- | -------------------------------- | -------------------------------- | -------------------------------- | -------------------------------- |
| 12                               | 78                               | 293                              | 587                              | 443                              |